# Wyżnia Staroleśna Szczerbina
Wyżnia Staroleśna Szczerbina (słow. Vyšná Starolesnianska štrbina, Horná Starolesnianska štrbina) – przełęcz w bocznej grani słowackich Tatr Wysokich. Leży w dolnej części wschodniej grani Staroleśnego Szczytu. Od jego wschodniego wierzchołka, Tajbrowej Turni, grań prowadzi przez następujące obiekty:
- Staroleśne Wrótka (Starolesnianska bránka),
- Staroleśna Kopa (Starolesnianska kopa),
- Wyżnia Staroleśna Szczerbina,
- Staroleśna Igła (Ihla v Skriniciach),
- Staroleśna Szczerbina (Starolesnianska štrbina).

Dalej na wschód znajduje się już Zadnia Warzęchowa Turnia, bliższa z Warzęchowych Turni w Nowoleśnej Grani.
Wyżnia Staroleśna Szczerbina położona jest tuż na zachód od Staroleśnej Igły, oddzielającej ją od Staroleśnej Szczerbiny. Najprostsza droga na przełęcz prowadzi od północy piarżystym zachodem z Doliny Staroleśnej i jest znana od dawna. O wiele trudniejsza jest droga z południowego wschodu, z Doliny Sławkowskiej.